# (321324) Vytautas
(321324) Vytautas est un astéroïde de la ceinture principale.

## Description
(321324) Vytautas est un astéroïde de la ceinture principale. Il fut découvert le 25 avril 2009 à Baldone par Kazimieras Černis et Ilgmārs Eglītis. Il présente une orbite caractérisée par un demi-grand axe de 3,13 UA, une excentricité de 0,11 et une inclinaison de 6,6° par rapport à l'écliptique.

## Compléments